# Adrienne Pickering
Adrienne Pickering (* 22. Februar 1981 in Warwick) ist eine australische Filmschauspielerin.

## Leben
Adrienne Pickering studierte Schauspiel an der Queensland University of Technology und erreichte 2003 den Bachelor of Fine Arts. Sie spielte zunächst in Seifenopern wie Headland mit, danach war sie in Thrillern und Horrorfilmen zu sehen. In The Reef – Schwimm um dein Leben spielte sie die Hauptrolle der „Suzie“.
Ab 2010 spielte sie in der Serie Rake als „Melissa Partridge“. Ab 2014 spielte sie als „Erin Rogers“ in der Serie Nachbarn.

## Filmografie (Auswahl)
- 2004: All Saints (Fernsehserie, 9 Folgen)
- 2005–2006: Headland (Fernsehserie, 58 Folgen)
- 2006: Candy – Reise der Engel (Candy)
- 2008: Shutter – Sie sehen dich (Shutter)
- 2008: Home and Away (Fernsehserie, 10 Folgen)
- 2009: Knowing – Die Zukunft endet jetzt (Knowing)
- 2010: The Reef – Schwimm um dein Leben (The Reef)
- 2010: The Clinic
- 2010–2018: Rake (Fernsehserie, 36 Folgen)
- 2014: Secrets & Lies (Miniserie, 6 Folgen)
- 2014–2015: Nachbarn (Neighbours, Fernsehserie, 15 Folgen)
- 2022: Surviving Summer